# 2e parallèle nord
Pour les articles homonymes, voir 2e parallèle.
En géographie, le 2e parallèle nord est le parallèle joignant les points de la surface de la Terre dont la latitude est égale à 2° nord.

## Géographie

### Dimensions
Au niveau de 2° de latitude nord, un degré de longitude équivaut à 111,303 km ; la longueur totale du parallèle est donc de 40 051 km, soit environ 99,9 % de celle de l'équateur. Il en est distant de 222 km et du pôle Nord de 9 780 km.

### Régions traversées
En débutant par 0° de longitude et en se dirigeant vers l'est, le 2e parallèle nord traverse successivement :
- Océan Atlantique (golfe de Guinée)
- Afrique :
  - Guinée équatoriale
  - Gabon
  - République du Congo
  - Cameroun
  - République du Congo
  - République démocratique du Congo
  - Ouganda
  - Kenya
  - Somalie
- Océan Indien
- Maldives (Atoll Hadhdhunmathi)
- Océan Indien
- Indonésie (Sumatra et Rupat)
- Détroit de Malacca
- Malaisie (Johor)
- Mer de Chine méridionale
- Bornéo :
  - Malaisie
  - Indonésie
- Détroit de Makassar
- Mer de Célèbes
- Mer des Moluques
- Indonésie (Halmahera et Morotai)
- Océan Pacifique
- Kiribati (Marakei)
- Océan Pacifique
- Kiribati (île Christmas)
- Océan Pacifique
- Amérique :
  - Colombie
  - Brésil
  - Colombie
  - Brésil
  - Colombie
  - Venezuela
  - Brésil
  - Guyana
  - Brésil
  - Guyana
  - Suriname
  - Brésil
- Océan Atlantique